# 格威内特县 (乔治亚州)
谷內縣（英語：Gwinnett County）是美国喬治亞州北部的一個郡，面積1,131方公里。根據2020年美國人口普查，共有人口94萬2,627人，是全州第二多。縣治位于勞倫斯維爾（Lawrenceville）。該縣成立於1818年12月15日，縣名紀念《美國獨立宣言》簽署人之一巴頓·格威內特。